# Ambrosio Luciáñez Piney
Ambrosio Luciáñez Piney (Alacant, 1934-2009) era un polític alacantí, fill d'Ambrosio Luciáñez Riesco. Es va llicenciar en dret i treballà com a assessor jurídic del Sindicat Vertical i fiscal municipal substitut. També fou director de l'Escola de Dirigents Sindicals (1972-1974) i delegat provincial del Ministeri de Treball. El 1966 es presentà a regidor a l'ajuntament d'Alacant, però no fou elegit fins al 1973. El 1974 fou nomenat tinent d'alcalde i alcalde de 1977 a 1979, quan se celebraren les primeres eleccions municipals.
El 1976 formà part a Alacant de la Federación Social Independiente inspirada per Rodolfo Martín Villa, que el 1977 es va integrar a la UCD, partit amb el qual es va presentar a les eleccions municipals de 1979 a alcalde d'Alacant, essent-ne escollit regidor. Després de l'ensulsiada d'UCD, el 1983 va estar un temps afiliat a Unió Valenciana. El 1996 fou nomenat Director Provincial de Treball a Alacant. Va morir en març de 2009.